# Andrewsianthus hodgsoniae
Andrewsianthus hodgsoniae är en bladmossart som först beskrevs av Rudolf Mathias Schuster, och fick sitt nu gällande namn av Rudolf Mathias Schuster och J.J.Engel. Andrewsianthus hodgsoniae ingår i släktet Andrewsianthus och familjen Scapaniaceae. Inga underarter finns listade i Catalogue of Life.